# Filozofija palanke
Filozofija palanke je djelo srpskog filozofa i književnika Radomira Konstantinovića.
Filozofsko-esejistička knjiga "Filosofija palanke" smatra se Konstantinovićevim najznačajnijim djelom. Prvo izdanje objavljeno je u drugoj svesci časopisa „Treći program“, 1969. godine, ali još prije pojavljivanja teksta u tiskanom formatu, pojedini njegovi dijelovi su već bili poznati javnosti, jer ih je autor, tokom sedam večeri, između 4. i 15. kolovoza iste godine, čitao na Trećem programu Radio Beograda.
Po riječima Milana Vlajčića, Konstantinovićeva studija je „prodorno i ubedljivo analizirala palanku kao duh zatvorenosti, strah od sveta s one strane brda, duh plemenske sabornosti i zazornosti prema svakom razlikovanju. Strah od otvorenosti prema nepoznatom, drugačijem, vodi ka tradicionalizmu u kome se krije spas od opasnosti traganja i dovođenja u pitanje sopstvene egzistencije. Konstantinović najviše načelo palanke vidi u okamenjenoj, nacionalnoj kulturi, sa istorijom i njenim državotvornim mitovima.“
Od svog pojavljivanja, pa sve do danas, knjiga ne prestaje izazivati polemike i sukobe u srpskim akademskim krugovima. Osporavana i hvaljena, uglavnom je tumačena s aspekta osobnih afiniteta i ideološke pripadnosti, a često je služila i kao oslonac za različite prizemne uvrede polemičara. U novije vrijeme primjetan je pokušaj objektivnijeg sagledavanja njenog značaja i uloge u europskoj i srpskoj kulturi, iako vrednosni sudovi još uijvek ne odmiču od subjektivnog.

## Citati iz knjige
„Iskustvo nam je palanačko.“
"Duh palanke tako ponovo nalazi ono što nije tražio, ali ovog puta ga to vraća istoriji koja je njegova nemogućnost. On je mogućan, dakle, jer je (istorijski) nemogućan, i u istoriju ga uvodi njegovo poricanje istorije."
"Ako determinizam filosofije palanke mora nužno da pređe i u teizam, u učenju o “Bogu krvniku” kao vrhovnome nad-ja (u koje nas, inače, kao samo nad-ja posvećuje duh palanke, roditeljsko-rodbinski duh preživljavanja u koji se utapa pojedinac), taj teizam ostaje, gotovo redovno, u sferi doslednog racionalizma koja operiše pojmovima a odbija svaki intuicionizam. "
"Misticizam, kao stvar ličnog opštenja, nespojiv je s normativno – racionalističkim, zdravo – razumskim, “trezvenim” duhom palanke, pa je otud ovaj normativni teizam, daleko više etički nego spekulativno-metafizički (a najmanje mistički), skroz “pozitivan” i pozitivno (pozitivistički) dnevan, a u svojoj suštini jedan “ateizam”, i to ateizam kojim filosofija palanke potvrđuje da je bog za nju samo funkcija, stavljena u službu njenih normi, bog “socijalnog” života, bog Dana a ne bog Noći."

## Vanjske poveznice
- Fragmenti iz knjige  Arhivirana inačica izvorne stranice od 1. studenoga 2012. (Wayback Machine)
- Milorad Belančić, „Povratak palanke“
- "Stil, najviše načelo palanke" (Uvodno poglavlje knjige Filozofija palanke)[neaktivna poveznica]